# Harmochirus bianoriformis
Harmochirus bianoriformis là một loài nhện trong họ Salticidae.
Loài này thuộc chi Harmochirus. Harmochirus bianoriformis được Embrik Strand miêu tả năm 1907.